# Technomyrmex fulvus
Technomyrmex fulvus is een mierensoort uit de onderfamilie van de Dolichoderinae. De wetenschappelijke naam van de soort is voor het eerst geldig gepubliceerd in 1934 door Wheeler, W.M..